# Venturia nigritegula
Venturia nigritegula är en stekelart som beskrevs av Maheshwary 1977. Venturia nigritegula ingår i släktet Venturia och familjen brokparasitsteklar. Inga underarter finns listade i Catalogue of Life.